# Josef Abramowitsch Ringo

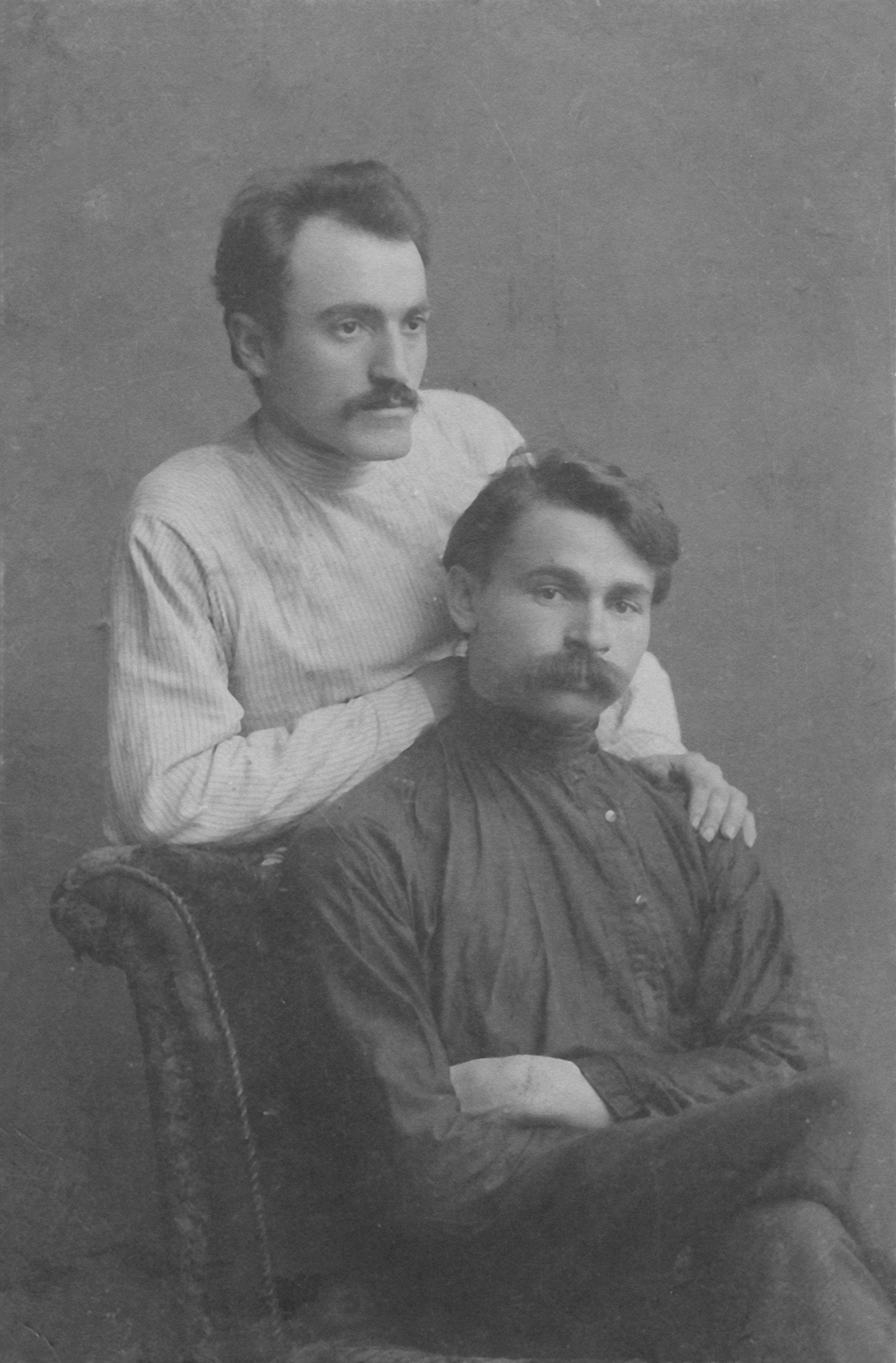
Josef Ringo (rechts sitzend)

Josef Abramowitsch Ringo (russisch Иосиф Абрамович Ринго Iossif Abramowitsch Ringo; geboren 1883 in Witebsk; gestorben 1946 in Moskau) war ein russischer Wissenschaftler, Erfinder und Schriftsteller.
Josef Ringo wurde 1883 in Witebsk geboren. Von 1905 bis 1918 studierte und arbeitete er sowohl in der Schweiz als auch in Frankreich. Ringo absolvierte die Universitäten Bern, Zürich und Nancy, erhielt eine Ausbildung als Ingenieur und Philosoph. Er beherrschte fünf Sprachen fließend.

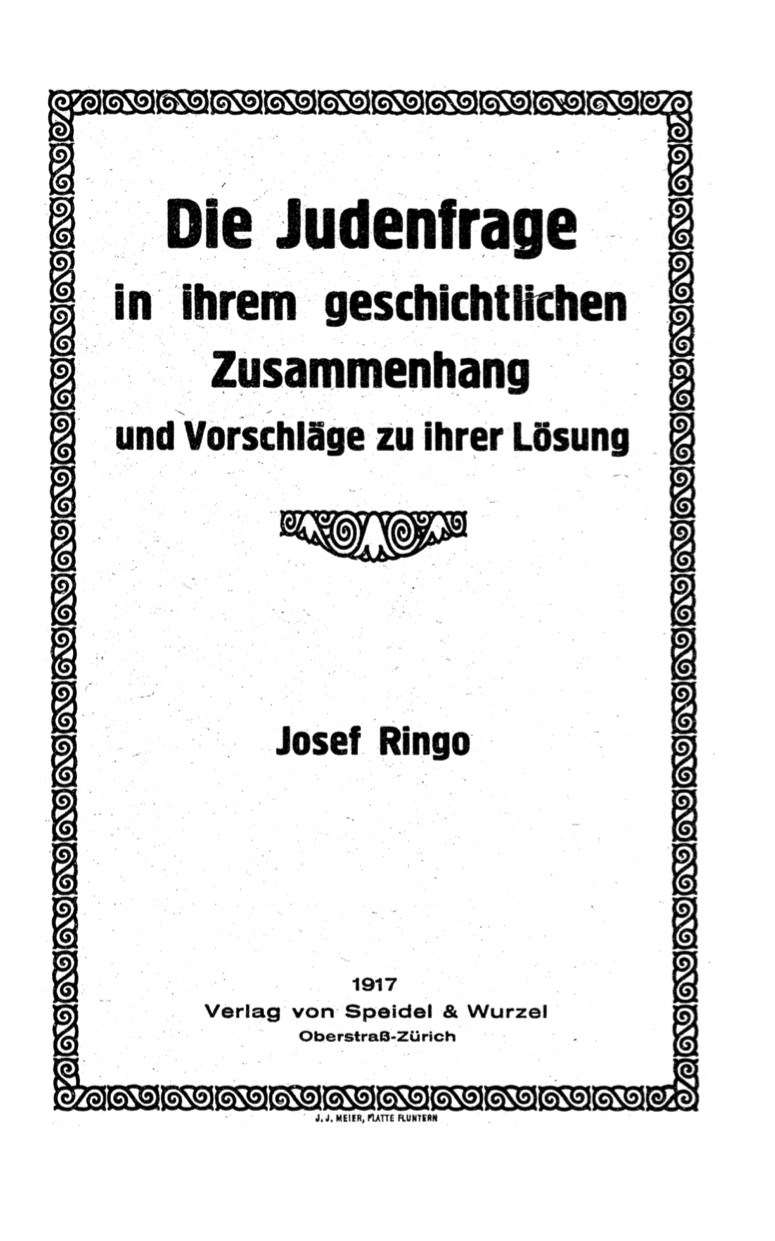

Im Jahr 1917 veröffentlichte er in der Schweiz das Buch Die Judenfrage in ihrem geschichtlichen Zusammenhang und Vorschläge zu ihrer Lösung. In dem Buch analysierte er die Geschichte der sogenannten Judenfrage und befürwortete die Gründung eines jüdischen Staates.
In der Schweiz traf er Lenin. Lenin lud Ringo ein, nach Moskau zu kommen, um am Plan der Elektrifizierung Moskaus teilzunehmen.  Von 1918 bis 1922 war er Leiter der Elektroabteilung von Moskau und des Moskauer Gebiets, Provinzelektroingenieur, dann Direktor des Elektroinstallationsbüros des Moskauer Sownarchos und der Abteilung für Kleinelektrifizierung des Obersten Sowjets der Volkswirtschaft. Später war er in der chemischen Industrie tätig. 1921 gelang es Ringo, in Lenins Auftrag dessen Residenz in Gorki in kürzester Zeit zu elektrifizieren. Ringo patentierte eine große Anzahl von Erfindungen, darunter Patente im Bereich Blitzschutz.